# Алфёров, Всеволод Степанович

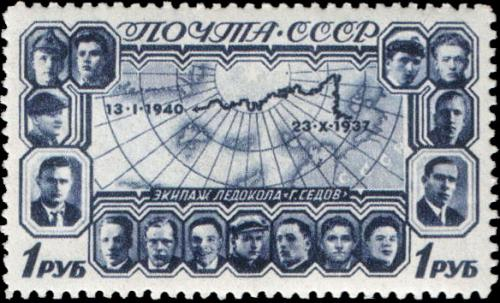
Экипаж ледокола «Георгий Седов»

Все́волод Степа́нович Алфёров (11 [24] февраля 1908 — 10 ноября 1948) — советский моряк, механик ледокольного парохода «Георгий Седов» Главсевморпути. Герой Советского Союза (3.02.1940), «Почётный полярник».

## Биография
Родился в деревне Якуневская ныне территория Ровдинского сельского поселения Шенкурского района Архангельской области. По национальности русский.
Принимал участие в 812-суточном дрейфе на борту ледокола «Георгий Седов» в должности механика в составе научной экспедиции во льдах Северного Ледовитого океана с 23 октября 1937 года по 13 января 1940 года. За проявленное мужество, стойкость и настойчивость при изготовлении недостающего оборудования, обеспечение непрерывности исследований в дрейфе Алфёрову Всеволоду Степановичу 3 февраля 1940 года присвоено звание Героя Советского Союза с вручением ордена Ленина и медали «Золотая Звезда» (№ 231).
Участник Великой Отечественной войны. Работал механиком на судах Дальневосточного морского пароходства.
Жил во Владивостоке. Погиб 10 ноября 1948 года в автомобильной катастрофе в городе Новороссийске.

## Награды
- Медаль «Золотая Звезда» Героя Советского Союза (№ 231)
- Орден Ленина
- Медаль «За победу над Германией в Великой Отечественной войне 1941—1945 гг.»

## Память
- Похоронен в Новороссийске.
- Именем Алфёрова названа улица в селе Ровдино Шенкурского района Архангельской области.